# Collegio di Epping Forest
Epping Forest è un collegio elettorale situato nell'Essex, nell'Est dell'Inghilterra, e rappresentato alla Camera dei comuni del Parlamento del Regno Unito. Elegge un membro del parlamento con il sistema first-past-the-post, ossia maggioritario a turno unico; l'attuale parlamentare è Neil Hudson del Partito Conservatore, che rappresenta il collegio dal 2024.

## Estensione
- 1974–1983: i distretti urbani di Chigwell, Epping e Waltham Holy Cross, e nel distretto rurale di Epping and Ongar le parrocchie civili di Epping Upland, Theydon Bois e Theydon Garnon.
- 1983–1997: i ward del distretto di Epping Forest di Broadway, Buckhurst Hill East, Buckhurst Hill West, Chigwell Row, Chigwell Village, Debden Green, Epping Hemnall, Epping Lindsey, Grange Hill, High Beach, Loughton Forest, Loughton Roding, Loughton St John's, Loughton St Mary's, Paternoster, Theydon Bois, Waltham Abbey East e Waltham Abbey West.
- 1997–2010: i ward del distretto di Epping Forest di Broadway, Buckhurst Hill East, Buckhurst Hill West, Chigwell Row, Chigwell Village, Debden Green, Epping Hemnall, Epping Lindsey, Grange Hill, High Beach, Loughton Forest, Loughton Roding, Loughton St John's, Loughton St Mary's, North Weald Bassett, Paternoster, Theydon Bois, Waltham Abbey East e Waltham Abbey West.
- dal 2010: i ward del distretto di Epping Forest di Broadley Common, Epping Upland and Nazeing, Buckhurst Hill East, Buckhurst Hill West, Chigwell Row, Chigwell Village, Epping Hemnall, Epping Lindsey and Thornwood Common, Grange Hill, Loughton Alderton, Loughton Broadway, Loughton Fairmead, Loughton Forest, Loughton Roding, Loughton St John’s, Loughton St Mary’s, Theydon Bois, Waltham Abbey High Beach, Waltham Abbey Honey Lane, Waltham Abbey North East, Waltham Abbey Paternoster e Waltham Abbey South West.

Il collegio include Loughton, Epping, Waltham Abbey, Chigwell, Buckhurst Hill, Theydon Bois, parte di North Weald, i piccoli villaggi compresi tra le città e tutta l'antica Epping Forest, eccetto le parti che furono incluse nella Grande Londra nel 1965.

## Membri del parlamento
| Elezione | Elezione      | Deputato           | Partito      |
| -------- | ------------- | ------------------ | ------------ |
|          | Feb 1974      | John Biggs-Davison | Conservatore |
| 1988 (S) | Steve Norris  |                    | Conservatore |
| 1997     | Eleanor Laing |                    | Conservatore |
| 2024     | Neil Hudson   |                    | Conservatore |

## Elezioni

### Elezioni negli anni 2020
| Partito                    | Partito                                   | Candidato                  | Risultati 4 luglio 2024 | Risultati 4 luglio 2024 |
| Partito                    | Partito                                   | Candidato                  | Voti                    | %                       |
| -------------------------- | ----------------------------------------- | -------------------------- | ----------------------- | ----------------------- |
|                            | Conservatore                              | Neil Hudson                | 18 038                  | 43,20                   |
|                            | Laburista                                 | Rosalind Doré              | 12 356                  | 29,59                   |
|                            | Lib Dem                                   | Jon Whitehouse             | 5 268                   | 12,62                   |
|                            | Indipendente                              | Ed Pond                    | 3 037                   | 7,27                    |
|                            | Verdi                                     | Simon Heap                 | 2 486                   | 5,95                    |
|                            | Shared Ground                             | Thomas Hall                | 568                     | 1,36                    |
|                            |                                           |                            |                         |                         |
| Iscritti                   | Iscritti                                  | Iscritti                   | 72 229                  | 100,00                  |
| ↳ Votanti (% su iscritti)  | ↳ Votanti (% su iscritti)                 | ↳ Votanti (% su iscritti)  | 41 753                  | 57,81                   |
| ↳ Astenuti (% su iscritti) | ↳ Astenuti (% su iscritti)                | ↳ Astenuti (% su iscritti) | 30 476                  | 42,19                   |
|                            |                                           |                            |                         |                         |
|                            | Esito: collegio confermato a Conservatore |                            |                         |                         |

### Elezioni negli anni 2010
| Partito                    | Partito                                   | Candidato                  | Risultati 12 dicembre 2019 | Risultati 12 dicembre 2019 |
| Partito                    | Partito                                   | Candidato                  | Voti                       | %                          |
| -------------------------- | ----------------------------------------- | -------------------------- | -------------------------- | -------------------------- |
|                            | Conservatore                              | Eleanor Laing              | 32 364                     | 64,38                      |
|                            | Laburista                                 | Vicky te Velde             | 10 191                     | 20,27                      |
|                            | Lib Dem                                   | Jon Whitehouse             | 5 387                      | 10,72                      |
|                            | Verdi                                     | Steven Neville             | 1 975                      | 3,93                       |
|                            | Young People's                            | Thomas Hall                | 181                        | 0,36                       |
|                            | SDP                                       | Jon Newham                 | 170                        | 0,34                       |
|                            |                                           |                            |                            |                            |
| Iscritti                   | Iscritti                                  | Iscritti                   | 74 304                     | 100,00                     |
| ↳ Votanti (% su iscritti)  | ↳ Votanti (% su iscritti)                 | ↳ Votanti (% su iscritti)  | 50 268                     | 67,65                      |
| ↳ Astenuti (% su iscritti) | ↳ Astenuti (% su iscritti)                | ↳ Astenuti (% su iscritti) | 24 036                     | 32,35                      |
|                            |                                           |                            |                            |                            |
|                            | Esito: collegio confermato a Conservatore |                            |                            |                            |

| Partito                    | Partito                                   | Candidato                  | Risultati 8 giugno 2017 | Risultati 8 giugno 2017 |
| Partito                    | Partito                                   | Candidato                  | Voti                    | %                       |
| -------------------------- | ----------------------------------------- | -------------------------- | ----------------------- | ----------------------- |
|                            | Conservatore                              | Eleanor Laing              | 31 462                  | 61,96                   |
|                            | Laburista                                 | Liam Preston               | 13 219                  | 26,03                   |
|                            | Lib Dem                                   | Jon Whitehouse             | 2 884                   | 5,68                    |
|                            | UKIP                                      | Patrick O'Flynn            | 1 871                   | 3,68                    |
|                            | Verdi                                     | Simon Heap                 | 1 233                   | 2,43                    |
|                            | Young People's                            | Thomas Hall                | 110                     | 0,22                    |
|                            |                                           |                            |                         |                         |
| Iscritti                   | Iscritti                                  | Iscritti                   | 74 784                  | 100,00                  |
| ↳ Votanti (% su iscritti)  | ↳ Votanti (% su iscritti)                 | ↳ Votanti (% su iscritti)  | 50 779                  | 67,90                   |
| ↳ Astenuti (% su iscritti) | ↳ Astenuti (% su iscritti)                | ↳ Astenuti (% su iscritti) | 24 005                  | 32,10                   |
|                            |                                           |                            |                         |                         |
|                            | Esito: collegio confermato a Conservatore |                            |                         |                         |

| Partito                    | Partito                                   | Candidato                  | Risultati 7 maggio 2015 | Risultati 7 maggio 2015 |
| Partito                    | Partito                                   | Candidato                  | Voti                    | %                       |
| -------------------------- | ----------------------------------------- | -------------------------- | ----------------------- | ----------------------- |
|                            | Conservatore                              | Eleanor Laing              | 27 027                  | 54,77                   |
|                            | UKIP                                      | Andrew Smith               | 9 049                   | 18,34                   |
|                            | Laburista                                 | Gareth Barrett             | 7 962                   | 16,13                   |
|                            | Lib Dem                                   | Jon Whitehouse             | 3 448                   | 6,99                    |
|                            | Verdi                                     | Anna Widdup                | 1 782                   | 3,61                    |
|                            | Young People's                            | Mark Wadsworth             | 80                      | 0,16                    |
|                            |                                           |                            |                         |                         |
| Iscritti                   | Iscritti                                  | Iscritti                   | 73 543                  | 100,00                  |
| ↳ Votanti (% su iscritti)  | ↳ Votanti (% su iscritti)                 | ↳ Votanti (% su iscritti)  | 49 348                  | 67,10                   |
| ↳ Astenuti (% su iscritti) | ↳ Astenuti (% su iscritti)                | ↳ Astenuti (% su iscritti) | 24 195                  | 32,90                   |
|                            |                                           |                            |                         |                         |
|                            | Esito: collegio confermato a Conservatore |                            |                         |                         |

| Partito                    | Partito                                   | Candidato                  | Risultati 6 maggio 2010 | Risultati 6 maggio 2010 |
| Partito                    | Partito                                   | Candidato                  | Voti                    | %                       |
| -------------------------- | ----------------------------------------- | -------------------------- | ----------------------- | ----------------------- |
|                            | Conservatore                              | Eleanor Laing              | 25 148                  | 53,98                   |
|                            | Lib Dem                                   | Ann Haigh                  | 10 017                  | 21,50                   |
|                            | Laburista                                 | Katie Curtis               | 6 641                   | 14,26                   |
|                            | BNP                                       | Patricia Richardson        | 1 982                   | 4,25                    |
|                            | UKIP                                      | Andrew Smith               | 1 852                   | 3,98                    |
|                            | Verdi                                     | Simon Pepper               | 659                     | 1,41                    |
|                            | Democratici                               | Kim Sawyer                 | 285                     | 0,61                    |
|                            |                                           |                            |                         |                         |
| Iscritti                   | Iscritti                                  | Iscritti                   | 72 223                  | 100,00                  |
| ↳ Votanti (% su iscritti)  | ↳ Votanti (% su iscritti)                 | ↳ Votanti (% su iscritti)  | 46 584                  | 64,50                   |
| ↳ Astenuti (% su iscritti) | ↳ Astenuti (% su iscritti)                | ↳ Astenuti (% su iscritti) | 25 639                  | 35,50                   |
|                            |                                           |                            |                         |                         |
|                            | Esito: collegio confermato a Conservatore |                            |                         |                         |

### Elezioni negli anni 2000
| Partito                    | Partito                                   | Candidato                  | Risultati 5 maggio 2005 | Risultati 5 maggio 2005 |
| Partito                    | Partito                                   | Candidato                  | Voti                    | %                       |
| -------------------------- | ----------------------------------------- | -------------------------- | ----------------------- | ----------------------- |
|                            | Conservatore                              | Eleanor Laing              | 23 783                  | 53,02                   |
|                            | Laburista                                 | Bambos Charalambous        | 9 425                   | 21,01                   |
|                            | Lib Dem                                   | Michael Heavens            | 8 279                   | 18,46                   |
|                            | BNP                                       | Julian Leppert             | 1 728                   | 3,85                    |
|                            | UKIP                                      | Andrew Smith               | 1 014                   | 2,26                    |
|                            | Democratici                               | Robin Tilbrook             | 631                     | 1,41                    |
|                            |                                           |                            |                         |                         |
| Iscritti                   | Iscritti                                  | Iscritti                   | 72 824                  | 100,00                  |
| ↳ Votanti (% su iscritti)  | ↳ Votanti (% su iscritti)                 | ↳ Votanti (% su iscritti)  | 44 860                  | 61,60                   |
| ↳ Astenuti (% su iscritti) | ↳ Astenuti (% su iscritti)                | ↳ Astenuti (% su iscritti) | 27 964                  | 38,40                   |
|                            |                                           |                            |                         |                         |
|                            | Esito: collegio confermato a Conservatore |                            |                         |                         |

| Partito                    | Partito                                   | Candidato                  | Risultati 7 giugno 2001 | Risultati 7 giugno 2001 |
| Partito                    | Partito                                   | Candidato                  | Voti                    | %                       |
| -------------------------- | ----------------------------------------- | -------------------------- | ----------------------- | ----------------------- |
|                            | Conservatore                              | Eleanor Laing              | 20 833                  | 49,12                   |
|                            | Laburista                                 | Christopher Naylor         | 12 407                  | 29,25                   |
|                            | Lib Dem                                   | Michael Heavens            | 7 884                   | 18,59                   |
|                            | UKIP                                      | Andrew Smith               | 1 290                   | 3,04                    |
|                            |                                           |                            |                         |                         |
| Iscritti                   | Iscritti                                  | Iscritti                   | 72 626                  | 100,00                  |
| ↳ Votanti (% su iscritti)  | ↳ Votanti (% su iscritti)                 | ↳ Votanti (% su iscritti)  | 42 414                  | 58,40                   |
| ↳ Astenuti (% su iscritti) | ↳ Astenuti (% su iscritti)                | ↳ Astenuti (% su iscritti) | 30 212                  | 41,60                   |
|                            |                                           |                            |                         |                         |
|                            | Esito: collegio confermato a Conservatore |                            |                         |                         |

## Risultati dei referendum

### Referendum sulla permanenza del Regno Unito nell'Unione europea del 2016
|             | Collegio      | Lasciare UE % | Rimanere in UE % |
| ----------- | ------------- | ------------- | ---------------- |
|             | Epping Forest | 61,0%         | 39,0%            |
| Inghilterra | 53,3%         | 46,7%         |                  |
| Regno Unito | 51,9%         | 48,1%         |                  |